# Kris Clyburn
Pour les articles homonymes, voir Kris et Clyburn.
Kristopher "Kris" Joshon Clyburn, né le 20 avril 1996 à Détroit, est un joueur américain de basket-ball évoluant au poste d'arrière pour le BCM Gravelines-Dunkerque en BetclicELITE et Coupe d'Europe FIBA.

## Biographie

### Carrière universitaire
Entre 2015 et 2016, il joue au Ranger College (en).
Entre 2016 et 2019, il joue pour les Rebels de l'UNLV à l'université du Nevada.

### Carrière professionnelle

#### Astoria Bydgoszcz (2019-2020)
Le 20 juin 2019, automatiquement éligible à la draft 2019 de la NBA, il n'est pas sélectionné.
Durant l'été 2019, il participe à la NBA Summer League de Las Vegas avec les Bucks de Milwaukee.
Le 16 septembre 2019, il signe son premier contrat professionnel avec l'équipe polonaise de l'Astoria Bydgoszcz.

#### BC Tsmoki-Minsk (2020-2021)
Le 11 juin 2020, il signe avec l'équipe biélorusse du BC Tsmoki-Minsk.

#### Maccabi Rishon LeZion (2021-jan. 2022)
Le 14 juillet 2021, il signe avec l'équipe israélienne du Maccabi Rishon LeZion.

#### Büyükçekmece Basketbol (jan. - juin 2022)
Le 25 janvier 2022, il signe avec l'équipe turque du Büyükçekmece Basketbol.

#### Mitteldeutscher BC (2022-2023)
Le 3 septembre 2022, il signe avec l'équipe allemande du Mitteldeutscher BC.

#### BCM Gravelines-Dunkerque (depuis 2023)
Le 22 juin 2023, il signe un contrat avec l'équipe française du BCM Gravelines-Dunkerque.

## Palmarès

### Universitaire
- Third-team All-Mountain West en 2019
- Mountain West All-Defensive Team en 2019

## Famille
Son frère Will est aussi joueur professionnel de basket-ball.

## Statistiques

### Universitaires
Les statistiques de Kris Clyburn en matchs universitaires sont les suivantes :
| Saison    | Équipe              | Matchs | Titul. | Min./m | % Tir | % 3pts | % LF | Rbds/m. | Pass/m. | Int/m. | Ctr/m. | Pts/m. |
| --------- | ------------------- | ------ | ------ | ------ | ----- | ------ | ---- | ------- | ------- | ------ | ------ | ------ |
| 2015-2016 | Ranger College (en) | -      | -      | -      | -     | -      | -    | -       | -       | -      | -      | -      |
| 2016-2017 | UNLV                | 32     | 21     | 24,4   | 36,4  | 29,1   | 70,1 | 5,31    | 1,25    | 0,69   | 0,19   | 7,25   |
| 2017-2018 | UNLV                | 33     | 20     | 22,7   | 41,0  | 32,7   | 56,5 | 3,18    | 1,45    | 0,52   | 0,27   | 7,30   |
| 2018-2019 | UNLV                | 31     | 31     | 31,5   | 43,5  | 35,0   | 76,0 | 5,29    | 1,16    | 1,00   | 0,19   | 14,10  |
| Carrière  | Carrière            | 96     | 72     | 26,1   | 40,8  | 32,9   | 68,6 | 4,57    | 1,29    | 0,73   | 0,22   | 9,48   |